# Jülichska tronföljdskriget
Jülichska tronföljdskriget var ett tronföljdskrig under 1610-talet.
Då det jülich-kleve-bergska huset utdog med hertig Johan Vilhelm den 25 mars 1609, gjorde flera tyska furstar, bland annat albertinska linjen i Sachsen, kurfursten av Brandenburg och pfalzgreven av Neuburg, anspråk på arvet, som utgjordes av hertigdömena Jülich, Kleve och Berg samt grevskapen Mark och Ravensberg. Kejsar Rudolf II:s plan att i samförstånd med Sachsen ta länderna under kejserlig förvaltning höll på att framkalla ett allmänt europeiskt krig, vars utbrott förekoms endast genom Henrik IV:s av Frankrike död (1610). Striden, som pågick 1613—1614, begränsades emellertid till en fejd mellan kurfursten av Brandenburg och pfalzgreven av Neuburg. Den 12 november 1614 ingick de kämpande förlikning i Xanten (stadfäst 1666), varigenom Brandenburg erhöll Kleve, Mark och Ravensberg, Neuburg åter Jülich och Berg.